# Daucus involucratus
Daucus involucratus ist eine Pflanzenart aus der Gattung der Möhren (Daucus).

## Merkmale
Daucus involucratus ist ein einjähriger Schaft-Therophyt, der Wuchshöhen von 10 bis 20 Zentimeter erreicht. Der Stängel ist kürzer als der Doldenstiel. Die Blätter sind mit schmalen Abschnitten ein- bis dreimal gefiedert. Es sind 3 bis 4 Doldenstrahlen vorhanden. Die Hüllblätter überragen die Krone und sind gefiedert. Die Kronblätter sind weiß, bis zu 1 Millimeter lang und ungefähr gleich. Die Frucht ist 2 bis 4 Millimeter lang. Ihre Nebenrippenstacheln stehen ab und sind dreimal so lang wie die Breite der Teilfrucht.
Die Blütezeit liegt im April.
Die Chromosomenzahl beträgt 2n = 20.

## Vorkommen
Daucus involucratus kommt im nordöstlichen Mittelmeerraum vor. Man findet sie in Griechenland, Kreta, Zypern, in der Ägäis und in der europäischen und asiatischen Türkei. 
Auf Kreta wächst sie in Phrygana, auf Felsen, auf Schutthalden und auf Brachland in Höhenlagen von 0 bis 1600 Meter.